# Emilienstraße
Emilienstraße – stacja metra hamburskiego na linii U2. Stacja została otwarta 21 października 1913. 

## Położenie
Stacja Emilienstraße znajduje się pod drogą Fruchtallee. Jedynym wyjściem ze 120-metrowego peronu wyspowego jest umiejscowione w centralnej części wyjście prowadzące do budynku, który stoi na północnej stronie Fruchtallee. Emilienstraße jest prostopadła do Fruchtallee.